# Garnotia raiateensis
Garnotia raiateensis är en gräsart som beskrevs av John William Moore. Garnotia raiateensis ingår i släktet Garnotia och familjen gräs. Inga underarter finns listade i Catalogue of Life.